# 瀬古樹
瀬古 樹（せこ たつき、1997年12月22日 - ）は、東京都足立区出身のプロサッカー選手。EFLチャンピオンシップ・ストーク・シティFC所属。ポジションはミッドフィールダー（MF）。

## 来歴

### プロ入り前
中学校から高校まで三菱養和SCでプレーし、2015年にU-18日本代表候補に選出され、トレーニングキャンプに参加した。明治大学へ進学後は4年生からレギュラーに定着。モンテディオ山形からもオファーを受けた中で、2019年7月に翌年からの横浜FCへ加入が内定し、同年8月、JFA・Jリーグ特別指定選手に承認された。

### 横浜FC
2020年、横浜FCに正式に加入。2月16日、ルヴァンカップ・グループステージ第1節のサンフレッチェ広島戦で先発出場でプロデビューを果たす。2月23日、J1第1節のヴィッセル神戸戦でも先発メンバーに入ると、先制点となるJリーグ初ゴールを記録した。なお横浜FCの歴史上大卒ルーキーが開幕戦でゴールを挙げたのは当時J2だった2009年に阪南大学から入団したばかりの西田剛が湘南ベルマーレ戦で決めて以来2人目である。

### 川崎フロンターレ
名古屋グランパスやサンフレッチェ広島など複数クラブが獲得に興味を示す中、最終的にJ1王者の川崎フロンターレに完全移籍した。2023年は、第14節の古巣横浜FC戦で移籍後初ゴール。2024年8月、海外移籍を視野にチームを離脱した。

### ストーク・シティFC
2024年8月31日、イングランド2部・EFLチャンピオンシップのストーク・シティに3年契約で完全移籍することを発表した。

## 所属クラブ
- 2008年 - 2009年 三菱養和SC巣鴨ジュニア（川口市立新郷南小学校）
- 2010年 - 2012年 三菱養和SC巣鴨ジュニアユース（川口市立東中学校）
- 2013年 - 2015年 三菱養和SCユース（駿台学園高等学校）
- 2016年 - 2019年 明治大学
  - 2019年8月 - 同年12月  横浜FC（特別指定選手）
- 2020年 - 2021年  横浜FC
- 2022年 - 2024年8月  川崎フロンターレ
- 2024年8月 -   ストーク・シティ

## 個人成績
| 国内大会個人成績 | 国内大会個人成績 | 国内大会個人成績 | 国内大会個人成績 | 国内大会個人成績 | 国内大会個人成績 | 国内大会個人成績 | 国内大会個人成績 | 国内大会個人成績 | 国内大会個人成績 | 国内大会個人成績 | 国内大会個人成績 |
| 年度             | クラブ           | 背番号           | リーグ           | リーグ戦         | リーグ戦         | リーグ杯         | リーグ杯         | オープン杯       | オープン杯       | 期間通算         | 期間通算         |
| 年度             | クラブ           | 背番号           | リーグ           | 出場             | 得点             | 出場             | 得点             | 出場             | 得点             | 出場             | 得点             |
| 日本             | 日本             | 日本             | 日本             | リーグ戦         | リーグ戦         | リーグ杯         | リーグ杯         | 天皇杯           | 天皇杯           | 期間通算         | 期間通算         |
| ---------------- | ---------------- | ---------------- | ---------------- | ---------------- | ---------------- | ---------------- | ---------------- | ---------------- | ---------------- | ---------------- | ---------------- |
| 2019             | 明治大           | 6                | -                | -                | -                | -                | -                | 2                | 0                | 2                | 0                |
| 2020             | 横浜FC           | 6                | J1               | 33               | 2                | 3                | 0                | -                | -                | 36               | 2                |
| 2021             | 横浜FC           | 6                | J1               | 33               | 1                | 5                | 0                | 0                | 0                | 38               | 1                |
| 2022             | 川崎             | 16               | J1               | 13               | 0                | 1                | 0                | 2                | 1                | 16               | 1                |
| 2023             | 川崎             | 16               | J1               | 28               | 1                | 5                | 2                | 6                | 2                | 39               | 5                |
| 2024             | 川崎             | 16               | J1               | 25               | 0                | 0                | 0                | 2                | 0                | 27               | 0                |
| イングランド     | イングランド     | イングランド     | イングランド     | リーグ戦         | リーグ戦         | FLカップ         | FLカップ         | FAカップ         | FAカップ         | 期間通算         | 期間通算         |
| 2024-25          | ストーク・シティ | 12               | EFL              | 25               | 0                | 1                | 0                | 2                | 0                | 28               | 0                |
| 通算             | 日本             | 日本             | J1               | 132              | 4                | 14               | 2                | 10               | 3                | 156              | 9                |
| 通算             | 日本             | 日本             | 他               | -                | -                | -                | -                | 2                | 0                | 2                | 0                |
| 通算             | イングランド     | イングランド     | EFL              | 25               | 0                | 1                | 0                | 2                | 0                | 28               | 0                |
| 総通算           | 総通算           | 総通算           | 総通算           | 157              | 4                | 15               | 2                | 14               | 3                | 186              | 9                |

- 2019年 特別指定選手としての公式戦出場は無し

| 国際大会個人成績 | 国際大会個人成績 | 国際大会個人成績 | 国際大会個人成績 | 国際大会個人成績 |
| 年度             | クラブ           | 背番号           | 出場             | 得点             |
| AFC              | AFC              | AFC              | ACL              | ACL              |
| ---------------- | ---------------- | ---------------- | ---------------- | ---------------- |
| 2022             | 川崎             | 16               | 2                | 0                |
| 2023-24          | 川崎             | 16               | 7                | 1                |
| 通算             | AFC              | AFC              | 9                | 1                |

- 公式戦初出場 - 2020年2月16日 Jリーグカップ GS第1節 サンフレッチェ広島戦（ニッパツ三ツ沢球技場）
- Jリーグ初出場 - 2020年2月23日 J1 第1節 ヴィッセル神戸戦（ノエビアスタジアム神戸）
- Jリーグ初得点 - 同上

## タイトル

### クラブ
明治大学
- 総理大臣杯全日本大学サッカートーナメント：2回（2018年、2019年）
- 関東大学サッカーリーグ戦：1回（2019年）
- 全日本大学サッカー選手権大会：1回（2019年）
- 東京都サッカートーナメント：1回（2019年）

川崎フロンターレ
- 天皇杯 JFA 全日本サッカー選手権大会：1回（2023年）
- FUJIFILM SUPER CUP：1回（2024年）

### 個人
- 関東大学サッカーリーグ戦・ベストイレブン（2019年）

## 代表歴
- U-18日本代表候補